# 優派能源發展
優派能源發展集團有限公司，簡稱優派能源發展集團，以及優派能源發展（英語：Up Energy Development Group Limited，港交所除牌前：0307），在2005年，由秦军創立「優派能源新疆公司」，前身為良記集團有限公司，在1970年，當時由鄭良創立名為「良記建築有限公司」。
當時業務在香港經營地基工程項目。
1992年，陳平於香港創辦「泰德時代集團」。
1999年，吴征和杨澜夫妇创立「陽光媒體集團控股有限公司」。
2000年，杨澜收購上市公司「良记股份」后更名为「陽光文化網絡電視控股有限公司」（简称「阳光文化」）并在香港借壳上市，创办「陽光衛視」但因亏损出售给「星美传媒」。
2004年，「阳光文化」更名「陽光體育媒體集團有限公司」（简称「阳光体育」）重组后成立「阳光媒体投资集团」。「泰德时代」向「阳光媒体投资集团」注资，整合为「泰德陽光」，「泰德教育集团」借壳「阳光体育」在香港上市。
2005年，「泰德阳光」从「星美联合股份有限公司」收购「陽光衛視」。
2007年，「阳光媒体投资集团」分拆为「阳光媒体集团」及「红岩资本集团」。
而業務當時在中國內地、臺灣等經營電視（品牌為「陽光衛視」、「JetTV」）、唱片、體育媒體和廣告公司。但由於過往管理層經營不善，再加上過度投資超支，因而出現嚴重虧損，於是當時被高振順重組入主，在多次股東易主下。在2011年初，秦軍把旗下Up Energy Investment (China) Limited入主，總代價為78億港元（包括現金15億港元，以及發行可換股票據63億港元）。經過在3次股東大會點算，批准在2011年1月18日起，更名為優派能源發展集團有限公司。
主要業務在中國西北等地區經營生產、銷售及開採煤炭。而總部位於新疆阜康市商业街民族巷A段2层，以及香港金鐘夏慤道18号海富中心1座27楼2704室。而在2011年2月14日（情人节日子），則透過泰德陽光 (集團) 有限公司來換取香港交易所主板上市。
2012年起，優派能源向昊天能源收購新疆拜城煤礦。其後向永暉控股和日本丸紅收購加拿大Global Cache Corporation。
2016年10月18日，鑒於優派能源未能符合《上市規則》第13.24條須擁有足夠業務運作或資產的規定，聯交所於將其置於除牌程序的第一階段。之後優派未有遞交任何可行的復牌建議，聯交所先後於2017年4月19日及2018年9月11日將其置於除牌程序的第二及第三階段。
2019年3月10日，優派能源在除牌程序第三階段屆滿之前曾經向聯交所提交復牌建議。但上市委員會認為該復牌建議並不可行，因此決定根據《上市規則》第17項應用指引取消優派能源的上市地位。之後，優派亦曾就除牌決定申請覆核，但仍然維持原判。
2022年1月5日後，優派能源正式除牌。

## 連結
- 泰德阳光集团
- UpEnergy.com
- Irasia.com/listco/hk/upenergy/ （页面存档备份，存于）